# 한국어의 문장 성분
한국어의 문장 성분에는 일곱 가지가 있으며, 주어, 서술어, 보어, 목적어, 부사어, 관형어, 독립어라고 불린다. 크게 세 가지로 나누기도 한다.

## 문장의 기본골격
무엇이/누가    어찌하다.->동사

무엇이/누가    어떠하다.->형용사

무엇이/누가    무엇이다.->체언 + 서술격 조사 ~이다

무엇이/누가는 변하지 않는다
어찌하다, 어떠하다, 무엇이다는 주체를 풀이하는 말, 설명하는 말이다.

## 주성분: 문장을 구성하는 뼈대가 되는 요소
- 주어(主語): 문장의 주체 (누가, 무엇이) → 체언에 주격 조사 (이, 가, 에서[단체], 께서[높임])가 붙는다. 대부분 문장 처음에 온다. 100% 앞에 오는 것은 아님
예) 하늘이 파랗다.    아버지께서 외출하신다. 우리는 학교에서 운동회를 한다.
- 서술어(敍述語): 주어를 서술 (무엇이다, 어찌하다, 어떠하다) → 동사, 형용사, 체언+서술격 조사 (이다)
예) 하늘이 파랗다.    아버지께서 외출하신다.    학교에서 운동회를 한다.
- 보어(補語): 서술어의 부족한 부분,을 메워주는 말 (무엇이) → 체언+보격 조사 (이,가).  '되다/아니다' 앞에 나오는 말
예) 나는 신이 아니다.    영희는 선생님이 되었다.
- 목적어(目的語): 타동사의 대상 (누구를, 무엇을) → 체언+목적격 조사 (을, 를) / 보조사 (도, 만)
예) 나는 사과를 먹는다.     영희는 영화만 본다.     학교에서 운동회를 한다.

## 부속 성분: 주성분을 수식하는 요소
- 부사어(副詞語): 용언, 관형사, 다른 부사, 또는 문장 전체를 수식 → 부사, 체언+부사격 조사 (에, 로, 와 등)
  - 부속성분이 문장에 들어있지 않아도 상관은 없지만 부속성분이 없다면 문장이 대체로 어색해지거나 자연스럽지 못하는 경우도 있다.

예) 학교에 간다.    망치로 호두를 깨다.    나와 독서하자.
그 버스는 매우 빠르다.     과연 그는 착할까?     그러나 아직 배고프다.
- 관형어(冠形語): 체언을 수식 → 관형사, 체언+관형격 조사 (의), 동사/형용사+관형사형 어미 (ㄴ/는/ㄹ)
예) 온갖 험담을 늘어놓고...    언니의 신발이다.    비가 온다는 뉴스를 들었다.

## 독립 성분
- 독립어(獨立語): 다른 문장 성분과 상관없이 홀로 쓰이는 말 → 감탄사, 체언+호격 조사, 접속 부사 등
- 감탄사, 느낌, 놀람, 부르는 말, 대답하는 말
예) 아, 배고프다~    철수야, 밥먹을래?

## 같이 보기
- 한국어의 품사